# Mondaiji-tachi ga Isekai Kara Kuru Sō Desu yo?
Mondaiji-tachi ga Isekai kara Kuru Sou Desu yo? (問題児たちが異世界から来るそうですよ? Los niños problemáticos vienen de otro mundo, ¿no es así??), también conocido como Mondaiji (問題児) es una serie de novelas ligeras escritas por Tarō Tatsunoko e ilustrado por Yū Amano. Una adaptación a anime por Diomedéa comenzó a emitirse el 11 de enero de 2013 y finalizó el 15 de marzo de 2013. La primera parte de la serie finalizó el 1 de abril de 2015 con 12 volúmenes. La segunda parte comenzó el 1 de junio de 2015 con el título de Last Embryo (ラストエンブリオ Rasuto Enburio?) y un nuevo ilustrador, Momoko.

## Sinopsis
Izayoi Sakamaki, Asuka Kudo y You Kasukabe tienen enormes poderes que los hacen personas diferentes a las demás. Todos ellos se encuentran aburridos del mundo en el que viven. Un día cualquiera, cada uno de ellos encuentran una carta que va dirigida hacia ellos, al momento en que la abren son transportados al Pequeño Mundo, un sitio donde sus poderes no son sobrenaturales. Se dan cuenta de que fueron convocados por Coneja Negra, que es una habitante de ese mundo y ella quiere que los tres la ayuden a una comunidad que fue destruida y fue obligada a llevar el nombre de "No Names" y a partir de esto, comienzan sus múltiples aventuras y deciden derrocar a todos los Reyes Demonio.

## Personajes

### Principales
Izayoi Sakamaki (逆廻 十六夜 Sakamaki Izayoi?)
Seiyū: Shintarō Asanuma
Un muchacho arrogante que a menudo trata de resolver los problemas con violencia, además de eso es un tipo muy inteligente. Estaba aburrido de su viejo mundo, y está buscando algo divertido en el "Pequeño Mundo". Su gift es "Desconocido". Incluso la "tarjeta de regalo" o "Fragmento de Laplace" no puede entender lo que tenía, pero la capacidad le da poder suficiente para derrotar incluso a un dios. Izayoi es también un experto en mitología gracias a su madre adoptiva y un genio estratega y analista. Al igual que Shiroyasha es un pervertido que le gusta molestar a Coneja Negra.
Coneja Negra (黒ウサギ Kuro Usagi?)
Seiyū: Iori Nomizu
Una chica con orejas de conejo que reside en el "Pequeño Mundo" y es el que convocó a los niños problemáticos. A menudo trata de ser seria, pero fácilmente se pone nerviosa. Cuando utiliza su poder, su pelo azul se vuelve rosa a medida que ella gana más potencia. Esto también sucede en otras ocasiones, como cuando Izayoi prometió su ayuda a su comunidad, o cuando se disfruta de un baño con las chicas. Uno de los gift de Coneja Negra es la "Lanza de Indra", una legendaria arma poderosa. Es una Arístocrata del pequeño mundo por eso suele ser la que supervisa los duelos. Constantemente es molestada por Izayoi y Shiroyasha por su desarrollado y atractivo cuerpo además de ser un poco ingenua. Ella tiene el aspecto de una chica de 19 años, pero en realidad tiene dos siglos de edad.
You Kasukabe (春日部 耀 Kasukabe Yo?)
Seiyū: Megumi Nakajima
Una chica joven bastante tranquila, su gift es llamado "Genoma Arbor - No Priorum", le fue entregado por su padre cuando estaba ingresada en un hospital incapaz de andar, y le concede la capacidad de hablar con los animales y el uso de las habilidades de cualquier animal con el que haya establecido una amistad. Ella es a menudo acompañada por un gato Calico que es su primer animal con el que se hizo amigo, lo que le permitió acceso a su habilidad, y así pudo caminar de nuevo. Como no tiene ningún amigo humano se siente muy feliz de que Asuka y los niños del pequeño mundo sean sus amigos por eso quiere protegerlos. Aunque parece ser muy solitaria , uno de sus amigos es el grifo.
Asuka Kudō (久遠 飛鳥 Kudō Asuka?)
Seiyū: Sarah Emi Bridcutt
Una joven rica que tiene la habilidad del "Oráculo", utiliza su autoridad con otras personas o incluso armas con solo una orden. Su poder solo funciona con gifts de nivel bajo pero suele ser de mucha ayuda. Le molesta la actitud pervertida de Izayoi y Shiroyasha y se preocupa mucho por las personas de su comunidad. Más adelante posee también el gift de Dean un golem de la comunidad de Rattenfänger.

### Otros
Jin Russel (ジン·ラッセル Jin Rasseru?)
Seiyū: Hiromi Igarashi
El actual líder de la comunidad "No Names". Suele ser víctima de Izayoi en sus planes contra las otras comunidades o los rey demonios. Se preocupa mucho por el bienestar de su comunidad.
Lily (リリ Riri?)
Seiyū: Shiori Mikami
Uno de los miembros de la comunidad "No Names". Hace todo lo posible por ayudar a Jin y a Coneja Negra en la comunidad.
Shiroyasha (白夜叉?)
Seiyū: Satomi Arai
Gerente de "Thousand Eyes" y la Señora de los Demonios de la Noche Blanca, es una rey demonio muy poderosa, quien puede conectar las puertas del pequeño mundo. Ayuda a los "No Names" a prosperar de nuevo. También es un poco de pervertida y suele molestar a Coneja Negra junto con Izayoi, ella fue la quien obsequio varios atuendos a Coneja Negra por arbitrar los juegos además de regalarles el "Fragmento de Laplace" a los niños problemáticos con el fin de conocer sus habilidades y de cuan poderosos son.
Leticia Draculair (レティシア·ドラクレア Retishia Dorakurea?)
Seiyū: Yuiko Tatsumi
Un exmiembro de "No Names". Ella era un Señora Vampiro cuyo título fue despojado al ser convertida en esclava tras la caída de su comunidad. Después de mucho tiempo y con la ayuda de los niños problemáticos logra integrarse de nuevo a los "No Names". Es buena amiga de Coneja Negra además de admirarla. Su verdera forma es la de una vampiro adulta muy desarrollada.
Galdo Gasper (Garudo Gasupā?)
Seiyū: Hiroki Yasumoto
Miembro de Fores Garo. A pesar de que actúa como si fuera un Señor de los Demonios, obliga a los demás a aceptar sus desafíos del juego de gift mediante el secuestro y la extorsión. Es derrotado por Asuka en un reto.
Kyaroro Gundark (Kyaroro Gandakku?)
Seiyū: Saeko Zougou
Una sirvienta de Shiroyasha en Thousand Eyes.

## Medios de comunicación

### Novela Ligera

#### Parte 1
| Núm. | Título | Fecha de publicación    | ISBN                   |
| ---- | --- | ----------------------- | ---------------------- |
| 1    | Los Niños problemáticos vienen de otro mundo, ¿no es así? Yes! te llamas Coneja Negra! (問題児たちが異世界から来るそうですよ? YES! ウサギが呼びました!)                              | 31 de marzo de 2011     | ISBN 978-4-04-474839-5 |
| 2    | Los Niños problemáticos vienen de otro mundo, ¿no es así? Oh querido, una declaración de guerra de un Rey Demonio? (問題児たちが異世界から来るそうですよ? あら、魔王襲来のお知らせ?) | 30 de junio de 2011     | ISBN 978-4-04-474848-7 |
| 3    | Los Niños problemáticos vienen de otro mundo, ¿no es así? Yo veo... Invocación Dragon (問題児たちが異世界から来るそうですよ? そう……巨龍召喚)                                         | 29 de octubre de 2011   | ISBN 978-4-04-474854-8 |
| 4    | Los Niños problemáticos vienen de otro mundo, ¿no es así? Derrotar al decimotercer Sol (問題児たちが異世界から来るそうですよ? 十三番目の太陽を撃て)                                  | 29 de febrero de 2012   | ISBN 978-4-04-100182-0 |
| 5    | Los Niños problemáticos vienen de otro mundo, ¿no es así? El Gobernante Supremo de los Descendientes de los Blue Waters (問題児たちが異世界から来るそうですよ? 降臨、蒼海の覇者)     | 30 de junio de 2012     | ISBN 978-4-04-100357-2 |
| 6    | Los Niños problemáticos vienen de otro mundo, ¿no es así? La Bandera de la Alianza de Ouroboros (問題児たちが異世界から来るそうですよ? ウロボロスの連盟旗)                           | 30 de noviembre de 2012 | ISBN 978-4-04-100585-9 |
| 7    | Los Niños problemáticos vienen de otro mundo, ¿no es así? La Puesta del Sol y la Caída de la Luna (問題児たちが異世界から来るそうですよ? 落陽、そして墜月)                           | 1 de abril de 2013      | ISBN 978-4-04-100759-4 |
| 8    | Los Niños problemáticos vienen de otro mundo, ¿no es así? La Tirania del Dragón de Tres Cabezas (問題児たちが異世界から来るそうですよ? 暴虐の三頭龍)                                 | 1 de agosto de 2013     | ISBN 978-4-04-100936-9 |
| 9    | Los Niños problemáticos vienen de otro mundo, ¿no es así? Yes! Vida Diaria en el Pequeño Mundo! (問題児たちが異世界から来るそうですよ? YES! 箱庭の日常ですっ!)                       | 1 de noviembre de 2013  | ISBN 978-4-04-101060-0 |
| 10   | Los Niños problemáticos vienen de otro mundo, ¿no es así? Entonces, Coneja se Aproxima Hacia el Purgatorio (問題児たちが異世界から来るそうですよ? そして、兎は煉獄へ)                | 1 de abril de 2014      | ISBN 978-4-04-101295-6 |
| 11   | Los Niños problemáticos vienen de otro mundo, ¿no es así? Ataca, Mas Rápido que la Luz de las Estrellas! (問題児たちが異世界から来るそうですよ? 撃て、星の光より速く！)              | 1 de agosto de 2014     | ISBN 978-4-04-102006-7 |
| 12   | Los Niños problemáticos vienen de otro mundo, ¿no es así? La Consulta de Trabajo del Dios de la Guerra! (問題児たちが異世界から来るそうですよ? 軍神の進路相談です！)                 | 1 de abril de 2015      | ISBN 978-4-04-102006-7 |

#### Parte 2
| Núm. | Título                                                                                    | Fecha de publicación   | ISBN                   |
| ---- | ----------------------------------------------------------------------------------------- | ---------------------- | ---------------------- |
| 1    | Last Embryo (1) El Regreso de los Niños Problemáticos (ラストエンブリオ (1) 問題児の帰還) | 1 de junio de 2015     | ISBN 978-4-04-103061-5 |
| 2    | Last Embryo (2) La Segunda Llegada de Avatara (ラストエンブリオ 2 - 再臨のアヴァターラ)   | 1 de diciembre de 2015 | ISBN 978-4-04-103093-6 |
| 3    | Last Embryo (3) Enloquece, Expreso de las Hadas (ラストエンブリオ 3 - 暴走、精霊列車!)    | 1 de junio de 2016     | ISBN 978-4-04-103955-7 |
| 4    | Last Embryo (4) El Regreso del Rey (ラストエンブリオ 4 - 王の帰還)                        | 1 de abril de 2017     | ISBN 978-4-04-104715-6 |
| 5    | Last Embryo (5) (ラストエンブリオ 5 - 集結の時、暴走再開!)                                | 1 de junio de 2018     | ISBN 978-4-04-105519-9 |
| 6    | Last Embryo (6) (ラストエンブリオ 6 - 激闘!! アトランティス大陸)                          | 1 de diciembre de 2018 | ISBN 978-4-04-107678-1 |
| 7    | Last Embryo (7) (ラストエンブリオ 7 - 吼えよ英傑、甦れ神の雷霆！)                         | 1 de junio de 2019     | ISBN 978-4-04-107679-8 |
| 8    | Last Embryo (8) (ラストエンブリオ 8 - 追想の問題児)                                       | 1 de julio de 2020     | ISBN 978-4-04-108727-5 |

### Manga
Mondaiji-tachi ga Isekai kara Kuru Sou Desu yo? es una serie de manga Seinen que comenzó a serializarse en Monthly Comp Ace con Nanamomo Rio como el ilustrador. Cubriendo los volúmenes 1 y 2 de la Novela Ligera y publicado al mismo tiempo de la emisión del anime, los dieciocho capítulos fueron publicados a la vez en un mes. El manga es más fiel a la novela ligera y tiene escenas que el anime no.
| Núm. | Fecha de publicación   | ISBN                   |
| ---- | ---------------------- | ---------------------- |
| 1    | 6 de diciembre de 2012 | ISBN 978-4-04-120524-2 |
| 2    | 7 de marzo de 2013     | ISBN 978-4-04-120632-4 |
| 3    | 21 de agosto de 2013   | ISBN 978-4-04-120833-5 |
| 4    | 26 de febrero de 2014  | ISBN 978-4-04-120947-9 |

Mondaiji-tachi ga Isekai kara Kuru Sou Desu yo? Z es un manga spin off Shōnen escrito e ilustrado por Anri Sakano. Fue publicado en Age Premium durante la emisión del anime y después de este. Los volúmenes 1 y 2 toman lugar después de los eventos del volumen 2 de la Novela Ligera, y para extender el anime, el volumen 3 toma lugar después del volumen 5 de la novela ligera.
| Núm. | Fecha de publicación | ISBN                   |
| ---- | -------------------- | ---------------------- |
| 1    | 7 de enero de 2013   | ISBN 978-4-04-712848-4 |
| 2    | 9 de mayo de 2013    | ISBN 978-4-04-120632-4 |
| 3    | 9 de enero de 2014   | ISBN 978-4-04-712993-1 |

### Anime
Una adaptación a anime producida por Diomedéa comenzó a transmitirse en Tokio MX del 11 de enero del 2013 al 15 de marzo del 2013. El opening es "Black†White" interpretado por Iori Nomizu, mientras que el ending es "To Be Continued?" interpretado por Kaori Sadohara.
| #   | Título | Estreno               |
| --- | --- | --------------------- |
| 1   | «Los Niños Problemáticos Vienen de Otro Mundo, ¿No Es Así?» «Mondaiji-tachi ga Hakoniwa ni Yattekita yō desu yo?» (問題児たちが箱庭にやって来たようですよ？)                                                              | 12 de enero de 2013   |
| 2   | «¿Parece Como una Loli Loca Vestida en Ropas Japonesas?» «Wasō Rori wa Iroiro Buttonda Okata no yō desu yo?» (和装ロリはいろいろブっ飛んだお方のようですよ？)                                                             | 19 de enero de 2013   |
| 3   | «¿Suena Como Que Vamos a Hacer Toda Clase de Cosas Juntos en el Baño?» «Ofuro de Anna Koto ya Konna Koto da sō desu yo?» (お風呂であんなコトやこんなコトだそうですよ？)                                                   | 26 de enero de 2013   |
| 4   | «¿Parece que Algunos Pervertidos Están tras Coneja Negra?» «Kuro Usagi ga Eroiyarashii Yatsu ni Nerawareta yō desu yo?» (黒ウサギがエロイヤらしい奴に狙われたようですよ？)                                                | 2 de febrero de 2013  |
| 5   | «¿Los Juramentos Parecen Estar más allá de las Estrellas?» «Chikai wa Hoshi no Kanata ni da sō desu yo?» (誓いは星の彼方にだそうですよ？)                                                                                 | 9 de febrero de 2013  |
| 6   | «¿Parece que los Niños Problemáticos Están Participando en un Festival?» «Mondaijii-tachi ga Omatsurisawagi ni Sanka suru yō desu yo?» (問題児たちがお祭り騒ぎに参加するようですよ？)                                     | 16 de febrero de 2013 |
| 7   | «¿Alguien Podría Terminar Todo Besado con Asuka en la Oscuridad?» «Kurayami de Asuka ga chūchū sa re chau sōdesu yo?» (問暗闇で飛鳥がチューチューされちゃうそうですよ？)                                                  | 23 de febrero de 2013 |
| 8   | «¿Parece que un Gran Desastre va a Venir con el Sonido de una Flauta?» «Kuroi kyōji wa fue no oto to tomoni kuru sōdesu yo?» (い凶事は笛の音と共に来るそうですよ？)                                                       | 2 de marzo de 2013    |
| 9   | «¿Parece que el Olor de la Muerte Que Trae el Desastre esta Creciendo a Través de la Ciudad?» «Saika o motarasu shi no kaori ga machi ni habikoru yōdesu yo?» (災禍をもたらす死の香りが街にはびこるようですよ？)          | 9 de marzo de 2013    |
| 10  | «¿Parece que los Niños Problemáticos Probaron Quien Esta en la Cima?» «Mondaiji-tachi ga shirokuro hakkiri sa seru yōdesu yo?» (問題児たちが白黒はっきりさせるようですよ？)                                               | 15 de marzo de 2013   |
| OVA | «Los Niños Problemáticos Vienen de Otro Mundo, ¿No Es Así? ~El Divertido Viaje a las Aguas Termales~» «Mondaiji-tachi ga Isekai kara Kuru Sou Desu yo? Onsen Manyuuki» (問題児たちが異世界から来るそうですよ? ~温泉遊記~) | 20 de julio de 2013   |